# 姚參
姚參（1477年—1525年），字應辰，號南汀，南直隸松江府华亭县人，明朝政治人物。

## 生平
姚參祖先是平湖人，父親姚璋入贅五保張氏，因此入籍華亭；正德五年（1510年）他中應天府鄉試舉人，獲授上饒敎諭，以經義教育士子，得到學使李夢陽器重；陞任宜春知縣，在荒年設法賑災，節省茶貢費十分之九，又平定山賊劉豪，設立十限徵糧、禁止鹽務騷擾，人民歌頌他：「宜春令，陽春政，不愛錢，民安靜。」
寧王朱宸濠謀反，姚參協助王守仁，指斥觀望的同僚，轉任桐廬知縣，不久告歸；再起用為工部郎中，很快去世，入祀江西名宦祠。
長子姚篚，号龙津，嘉靖十年（1531年）辛卯举人，历任江西广信府推官、南直宿州和泰州知州、南京刑部郎中和贵州佥事，退休后寓居金章湖畔。因嗣孙姚士慎顯貴後，追赠浙江按察使衔。

## 引用
1. 1 2  光緒《金山縣志·卷十九·傳 仕績》：姚參，字應辰，其先平湖人，父璋贅五保張氏，遂占籍焉。參正德五年舉人，分教上饒，以經義訓士，學使李夢陽器重之；陞宜春令，歲荒設法賑饑，節省茶貢費十之九，平山賊劉豪，立十限徵糧、禁鹽筴騷擾，民歌之曰：「宜春令，陽春政，不愛錢，民安靜。」宸濠反，為王守仁應援，斥諸觀望者，量移桐廬告歸，起工部郎中卒，祀江西名宦祠。 舊志，參廣信府志